# Gmina Hørsholm
Gmina Hørsholm (duń. Hørsholm Kommune) – jedna z gmin w Danii w regionie stołecznym (do 2007 r. w okręgu Frederiksborg Amt). 
Siedzibą władz gminy jest Hørsholm. 
Gmina Hørsholm została utworzona 1 kwietnia 1970 r. na mocy reformy podziału administracyjnego Danii. Kolejna reforma w 2007 r. potwierdziła status gminy.

## Dane liczbowe
- Liczba ludności: (♀ 11 575 + ♂ 12 717) = 24 292
  - wiek 0-6: 8,6%
  - wiek 7-16: 13,1%
  - wiek 17-66: 61,1%
  - wiek 67+: 17,1%
- zagęszczenie ludności: 783,6 osób/km² (2004)
- bezrobocie: 2,9% osób w wieku 17-66 lat
- cudzoziemcy z UE, Skandynawii i USA: 300 na 10 000 osób
- cudzoziemcy z krajów Trzeciego Świata: 204 na 10 000 osób
- liczba szkół podstawowych: 4 (liczba klas: 110)